# Kuroda Seiki
En este nombre japonés, el apellido es Kuroda.
Vizconde Seiki Kuroda (黒田 清輝?   9 de agosto de 1866 - 15 de julio de 1924) fue el seudónimo de un pintor japonés y profesor, conocido por llevar las teorías occidentales sobre el arte al vasto público japonés. Fue uno de los líderes del Yōga (o de estilo occidental) movimiento a finales de la pintura japonesa del siglo XIX y principios del siglo XX. Su verdadero nombre era Kiyoteru Kuroda.

## Juventud
Kuroda nació en Takamibaba, dominio de Satsuma (actual prefectura de Kagoshima), como el hijo de un samurái del clan Shimazu, Kuroda Kiyokane, y su esposa Yaeko. Al nacer, el niño fue llamado Shintarō, lo que fue cambiado a Kiyoteru en 1877, cuando tenía 11 años.  
Incluso antes de su nacimiento, Kuroda fue elegido por su tío paterno, Kuroda Kiyotsuna, como heredero, formalmente, fue adoptado en 1871, después de viajar a Tokio con su madre biológica tanto y madre adoptiva de vivir en la finca de su tío. Kiyotsuna fue también un retén de Shimazu, cuyos servicios al emperador Meiji en el período Bakumatsu y en la Batalla de Toba-Fushimi llevaron a su nombramiento en altos puestos del nuevo gobierno imperial, y en 1887 fue nombrado vizconde. Debido a su posición, el mayor Kuroda estuvo expuesto a muchas de las tendencias e ideas de modernización que llegaron a Japón a principios del periodo Meiji, como su heredero, el joven Kiyoteru también aprendió de ellos y tomó lecciones de corazón.  
En su temprana adolescencia, Kuroda comenzó a aprender el idioma inglés en preparación para sus estudios universitarios, el plazo de dos años, sin embargo, había optado por cambiar de lugar al francés. A los 17 años, se matriculó en los cursos preuniversitarios en francés, como preparación para sus estudios jurídicos previstos en la universidad. En consecuencia, cuando en 1884 Kuroda hermano-en-ley Hashiguchi Naouemon fue designado a la Legación francesa, se decidió que Kuroda lo acompañaría a él y a su esposa a París para iniciar sus estudios reales de derecho. Llegó a París el 18 de marzo de 1884, e iba a permanecer en ella durante la próxima década.

## Estudios en París
A principios de 1886 Kuroda había decidido abandonar el estudio del derecho para una carrera como pintor, había tenido clases de pintura en su juventud, y había recibido un set de acuarelas por su madre adoptiva, como regalo a la salida para París, pero él nunca consideró a la pintura como algo más que un hobby. Sin embargo, en febrero de 1886 Kuroda asistía a una fiesta en la legación japonesa para los nacionales japoneses en París; aquí conoció a los pintores Yamamoto Hosui Masazo Fuji, así como el negociador de arte Tadamasa Hayashi, un especialista en ukiyo-e. Los tres instaron al joven estudiante a dedicarse a la pintura, diciendo que mejor podía ayudar a su país por aprender a pintar como un occidental en lugar de aprender la ley. Kuroda acordó formalmente abandonar sus estudios para el estudio de la pintura en agosto de 1887 después de intentar, y fallar, llegar a un compromiso entre los dos para complacer a su padre. En mayo de 1886, Kuroda entró en el estudio de Rafael Collin, un famoso pintor académico de arte que había demostrado el trabajo en varios Salones de París. Kuroda no fue el único pintor japonés estudiando con Collin en el momento; Fuji Masazo fue también uno de sus alumnos.

## Kuroda y el Impresionismo

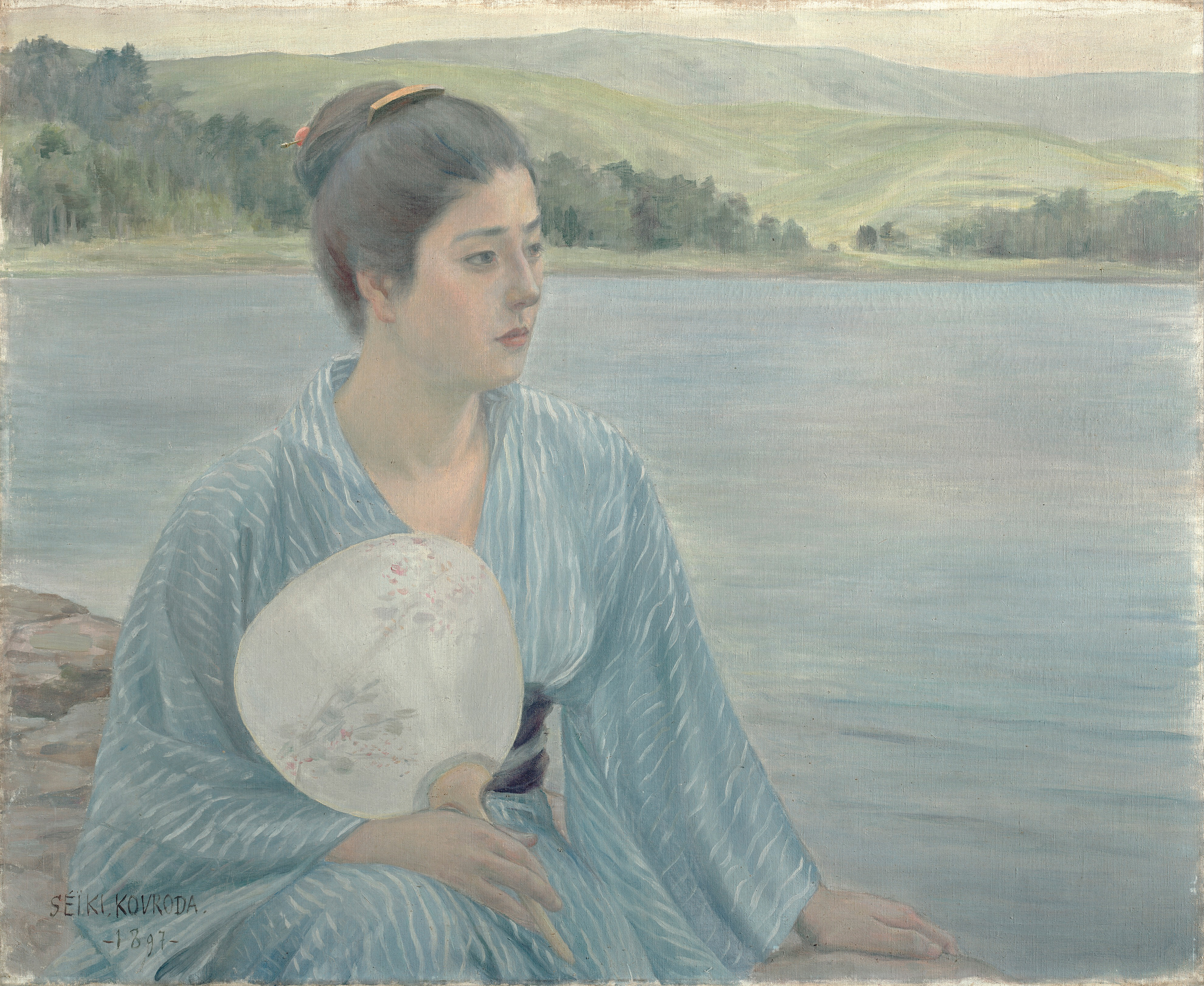
Seiki Kuroda, Al borde de un lago (1897)

En 1886, Kuroda conoció a otro joven pintor japonés, Kume Keiichiro, recién llegado de Francia, que también se unió al estudio de Collin. Los dos se hicieron amigos, y pronto se convirtieron en compañeros de cuarto también. Fue durante estos años que empezó a madurar como pintor, siguiendo el curso de estudios tradicionales en el arte académico mientras que también el descubrimiento de pintura al aire libre. En 1890, Kuroda se trasladó de París a la localidad de Grez-sur-Loing, una colonia de artistas que había sido formado por los pintores de los Estados Unidos y del norte de Europa. Allí encontró la inspiración en el paisaje, así como una mujer joven, María Billault, que se convirtió en uno de sus mejores modelos.  
En 1893, Kuroda regresó a París y comenzó a trabajar en su obra más importante hasta la fecha, mañana Toilette. Esta Gran obra, que lamentablemente fue destruida en la Segunda Guerra Mundial, fue aceptada con grandes elogios por la Académie des Beaux-Arts; Kuroda tenía la intención de traerla a casa con él a Japón para romper el prejuicio contra los japoneses en la representación de la figura desnuda. Con la pintura en la mano, tomó el camino de casa a través de los Estados Unidos, llegando en julio de 1893. 
Poco después de llegar a Japón, Kuroda, viajó a Kyoto para empaparse de la cultura local, que se había perdido después de pasar todo un tercio de su vida en el extranjero. Tradujo lo que vio en algunos de sus mejores cuadros, como una Chica Maiko (ND, Museo Nacional de Tokio) y "Talk" en la antigua Romance (1898, destruido). Al mismo tiempo, Kuroda fue adquiriendo un papel cada vez mayor como un reformador, como uno de los pocos artistas japoneses que habían estudiado en París, estaba especialmente calificado para enseñar a sus compatriotas acerca de lo que estaba pasando en el mundo del arte occidental en ese momento. Por otra parte, Kuroda se preparó para enseñar la pintura, pasando por las lecciones que había aprendido a lo largo de una nueva generación de pintores. Se hizo cargo de la escuela de pintura fundada por Yamamoto Hosui, el Seikokan, y le cambió el nombre al Dojo Tenshin, los dos hombres juntos se convirtieron en sus consejeros. La escuela se inspira en los preceptos occidentales, y a los estudiantes se les enseñó los fundamentos de la pintura al aire libre.  
Hasta el regreso de Kuroda de Japón, el estilo prevaleciente se basaba en la Escuela de Barbizon, lo que se abogó por el artista italiano Antonio Fontanesi en la Gakko Kobu Bijutsu desde 1876. El estilo de Kuroda de los tonos de color brillantes haciendo hincapié en los cambios de luz y la atmósfera se consideraban revolucionarios.

## Controversia

Kuroda Seiki, Sabiduría, Impression, Sentimiento, c. 1900, aceite sobre Lienzo, Kuroda Memorial Hall, Tokio

En abril de 1895, Kuroda ayudó a organizar la Cuarta Exposición doméstica para promover la industria, que se celebró en Kioto, a su vez, también presentó la mañana Toilette para su exposición en el mismo lugar. Aunque se le concedió un premio a la pintura, la anterior exposición de una imagen de una mujer desnuda, indignó a muchos visitantes así que, se condujo a un escándalo en la prensa donde los críticos condenaron la ostentación de las normas sociales percibidas. Ninguno criticó los aspectos técnicos de la pintura, eligiendo en su lugar lambaste Kuroda por su tema. Kume, amigo de Kuroda en sus días de París, escribió una enérgica defensa de la figura desnuda en el arte de la publicación del periódico, pero esto ayudó poco. Por su parte, Kuroda mantenido un silencio público sobre el tema; en privado, sin embargo, se expresó la opinión de que, moralmente, al menos, había ganado el día.  
Más controversia estalló  en octubre del mismo año, cuando se exhibió Kuroda 21 de sus obras hechas en Europa en la 7 ª Exposición de la Bijutsukai Meiji (único grupo de Japón de los pintores de estilo occidental a la hora). Kume entró en algunas de sus obras en la exposición, al igual que varios estudiantes en el Dojo Tenshin. Los visitantes quedaron impresionados por las grandes diferencias entre el estilo de plein-air-derivados de Kuroda y el trabajo más formal de los otros artistas, los críticos que conducen a centrarse en la diferencia como una entre lo viejo y lo nuevo. Algunos incluso fueron tan lejos como para sugerir una diferencia entre dos facciones "escuelas" de la pintura.  
Enfadado por los métodos burocráticos inherentes a la jerarquía de la Bijutsukai Meiji, Kuroda encabezó la formación de la sociedad de artistas nuevos al año siguiente, se le unieron en su esfuerzo por Kume, así como por varios de sus alumnos. El nuevo grupo fue bautizado Hakubakai, después de una marca de sake sin refinar llamada Shirouma favorecido por los hombres. El Hakubakai había reglas establecidas, sino que fue una reunión libre, igual de artistas como de pensamiento cuyo único objetivo era encontrar una manera para que los miembros presentaran sus obras. El grupo celebró exposiciones todos los años hasta que se disolvió en 1911, en total, trece espectáculos fueron creados. Varios artistas recibieron su primera exposición en estas exposiciones, entre ellas se Fujishima y Shigeru Aoki Takeji.

## Carrera académica
En 1896, un Departamento de la pintura occidental se formó en el Tokio Bijutsu Gakko (el precursor de la Universidad Nacional de Tokio de Bellas Artes y Música), y Kuroda fue invitado a convertirse en su director. Esto le permitió diseñar un currículo más amplio, destinado a estudiantes de arte en general, y de estar mejor equipados para llegar a un público más amplio. Un papel de la academia, con su énfasis en la estructura y la conformidad, en contraste con el interés del pintor en la individualidad, pero sin embargo, Kuroda se acercó a su nuevo papel con celo. Kuroda también insistió en que cursos de anatomía y el dibujo de un modelo de desnudos en vivo fueran incluidos en el plan de estudios.  
En última instancia, Kuroda estableció como su objetivo la enseñanza de la pintura de historia, sintiendo que era el género más importante para los estudiantes a aprender. En su opinión, pinturas que representan los mitos, la historia, o temas como el amor o el coraje, en el que figuras pintadas en poses y composiciones que reflejan estos temas tuvieran el mayor valor social. Coincidiendo con esto fue la creación de una de sus obras más ambiciosas, la discusión sobre el Antiguo Romance. La pintura fue una gran empresa, sino parecer haber sido uno de los primeros para los que trabajaba Kuroda dibujos a carboncillo y bocetos al óleo. Se iba a emplear esta técnica en la mayoría de su obra posterior, la enseñanza a sus alumnos también. Hablar sobre el Antiguo Romance parece haber sido concebido como un panel de pared, como con gran parte del trabajo de Kuroda, que fue destruida durante la Segunda Guerra Mundial, dejando sólo los estudios preparatorios para indicar su grandeza posible.

## Últimos años
Kuroda fue por aquella época bien considerado no solo por los japoneses, sino por el mundo del arte en general, su tríptico Sabiduría, Impresión, Sentimiento (terminado 1900) fue exhibido junto a su trabajo junto al lago 1897 en la Exposición Internacional celebrada en 1900 en París; recibió una medalla de plata. En 1907, los miembros de Hakubakai, Kuroda entre ellos, expuesto en la primera exposición Bunten, patrocinado por el Ministerio de Educación; su participación continuada condujo a la disolución del grupo en 1911. Por otra parte, Kuroda ha sido nombrado pintor de la corte en la Corte Imperial en 1910, convirtiéndose en el artista el yoga tal honor. Desde entonces hasta el final de su vida su actividad artística se redujeron, se convirtió en más de un político y un administrador, sólo la creación de pequeñas obras destinadas a exhibición. En 1920, fue nombrado a la Cámara de los Pares; en 1922, fue nombrado jefe de la Imperial Academia de Bellas Artes. En 1923, fue galardonado con la Gran Cruz de la Legión de Honor, lo siguieron numerosos otros honores del gobierno francés en los años anteriores. Kuroda murió en su casa en Azabukogaicho el 15 de julio de 1924; inmediatamente después de su muerte, el gobierno japonés le confiere una condecoración.

## Trabajo
Para la mayoría de su carrera, Kuroda pintados en un estilo que, aunque básicamente impresionista, debe mucho a su formación académica también. En términos generales, sus obras plein air-son más pictórico, menos terminado, que sus composiciones más formales. Estilísticamente, se puede decir que debo mucho a pintores como Edouard Manet, así como a la Escuela de Barbizon y su maestro de Collin.  

## Legado
Pocos artistas han tenido un impacto en el arte japonés comparable a la realizada por Kuroda. Como pintor, fue uno de los primeros en introducir pinturas de estilo occidental a una amplia audiencia japonesa. Como docente, fue profesor de muchos jóvenes artistas de las lecciones que él mismo había aprendido en París, y entre sus estudiantes fueron pintores como Eisaku Wada, que se convertirían en uno de los pintores japoneses prominentes de su generación. Muchos estudiantes también siguieron a Kuroda en la elección para estudiar en París, dando lugar a una mayor conciencia de las tendencias más amplias en el arte occidental por parte de muchos artistas japoneses en el siglo XX, un número de ellas, como Asai Chu, incluso fue tan lejos como va a Grez-sur-Loing en busca de inspiración.  
Tal vez la mayor contribución de Kuroda en la cultura japonesa, sin embargo, fue la aceptación de la pintura de estilo occidental fomentada por parte del público japonés. A pesar de su reticencia inicial, fue capaz de convencerlos de aceptar la validez de la figura desnuda como objeto de arte. Esto, junto con los honores otorgados a él más tarde en su vida, denotan una comprensión más amplia por el pueblo japonés, y por su gobierno, en cuanto a la importancia del yoga en su cultura.  

## Enlaces
- Kuroda Memorial Hall
- National Diet Library photo and bio

- Datos: Q910913
- Multimedia: Kuroda Seiki / Q910913